# Ožujsko

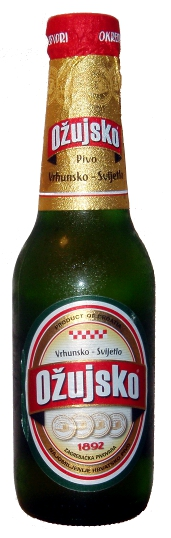
Bierflasche Ožujsko

Ožujsko (Langform: Ožujsko pivo; deutsch „Märzenbier“) ist eine kroatische Biermarke für Lagerbier. Das Bier ist das Hauptprodukt der Zagrebačka pivovara, der größten kroatischen Brauerei, die seit 2013 Teil der Brauereigruppe Molson Coors Europe ist.
Ožujsko wird seit 1892 ununterbrochen in Kroatien produziert. Nach den Produktangaben wird es hergestellt aus: Wasser, Gerstenmalz, Mais, Hopfen und Kohlendioxid. Das Bier hat eine goldene Farbe und ist im Geschmack leicht bitter. Der Alkoholgehalt beläuft sich auf 5,0 %.
Das Bier ist nach dem Monat März (kroatisch Ožujak) benannt. In diesem Monat wurde in früherer Zeit das beste Bier gebraut, heute kann dies mit Hilfe moderner Technologien zu jeder Jahreszeit produziert werden.
Ožujsko ist in den letzten 15 Jahren eine der führenden Biermarken Kroatiens.
Die Biermarke ist auch Sponsor der kroatischen Fußballnationalmannschaft.